# 木齿叶锈毛石斑
木齿叶锈毛石斑（学名：Rhaphiolepis ferruginea var. serrata）为蔷薇科石斑木属下的一个变种。

## 扩展阅读
- 維基物種上的相關：木齿叶锈毛石斑